# Dunkler Sichelspringer
Der Dunkle Sichelspringer (Evarcha arcuata) ist eine Spinnenart aus der Familie der Springspinnen (Salticidae).

## Merkmale
Der Dunkle Sichelspringer zählt zu den mittelgroßen Springspinnen. Männchen haben eine Körperlänge von 5 bis 6 mm, Weibchen erreichen 6 bis 8 mm. Die Art zeigt wie viele Springspinnen einen deutlichen Geschlechtsdimorphismus bezüglich Farbe und Zeichnung. Das Männchen ist weitgehend einfarbig dunkelbraun bis schwarz und glänzt bräunlich kupferfarben. Es zeigt eine sehr markante Gesichtszeichnung; die Augenumgebung ist weiß behaart, und zusätzlich befinden sich unter den Augen zwei breite, parallele weiße Querbänder. Auch die Unterschenkel der ersten beiden Beinpaare sind an den Vorderseiten weiß behaart.

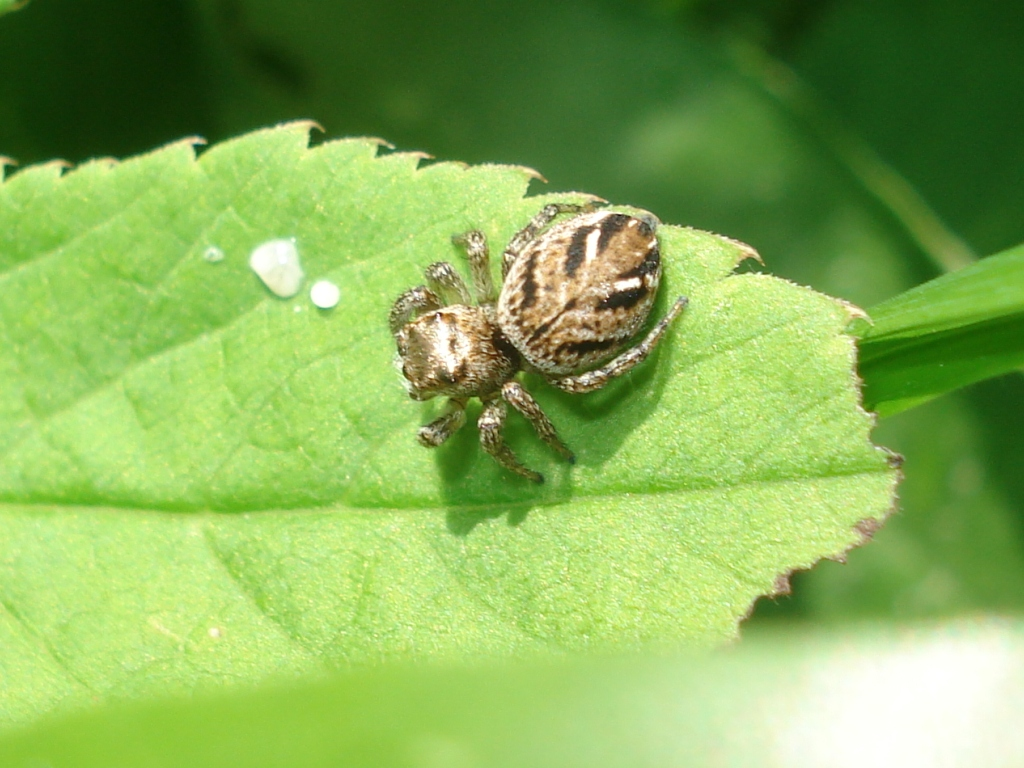
Weibchen des Dunklen Sichelspringers

Der Vorderkörper (Prosoma) der Weibchen ist oberseits bräunlich und an den Seiten weißlich behaart. Der Hinterkörper (Opisthosoma) ist bräunlich-weiß gesprenkelt und zeigt zusätzlich paarige, oft hell gerandete, schwarze Schrägflecken.

## Verbreitung und Lebensraum
Der Dunkle Sichelspringer besiedelt große Teile der Paläarktis von Großbritannien und Spanien bis Ostsibirien, sowie Mittel- und Südamerika. Das Verbreitungsgebiet umfasst die gemäßigten bis subtropischen Zonen. Sie kommt mit Ausnahme Irlands und Islands in ganz Europa vor.
Die Art bewohnt Wiesen und die Krautschicht vor allem in feuchten Lebensräumen, z. B. in Gewässernähe oder an Gräben, aber auch in feuchten Wäldern.

## Lebensweise
Geschlechtsreife Tiere treten von Juni bis Oktober auf. Die Männchen sind sehr aktiv und daher häufig zu beobachten, die Weibchen sitzen hingegen häufig in ihren Verstecken, z. B. in zusammengesponnenen kleinen Zweigen oder in einem zusammengerollten Blatt. Dort bewachen sie dann auch im Spätsommer ihren Eikokon.

## Gefährdung
Die Art ist weit verbreitet und in geeigneten Habitaten häufig. Sie wird in Deutschland in der Roten Liste als „ungefährdet“ eingestuft.

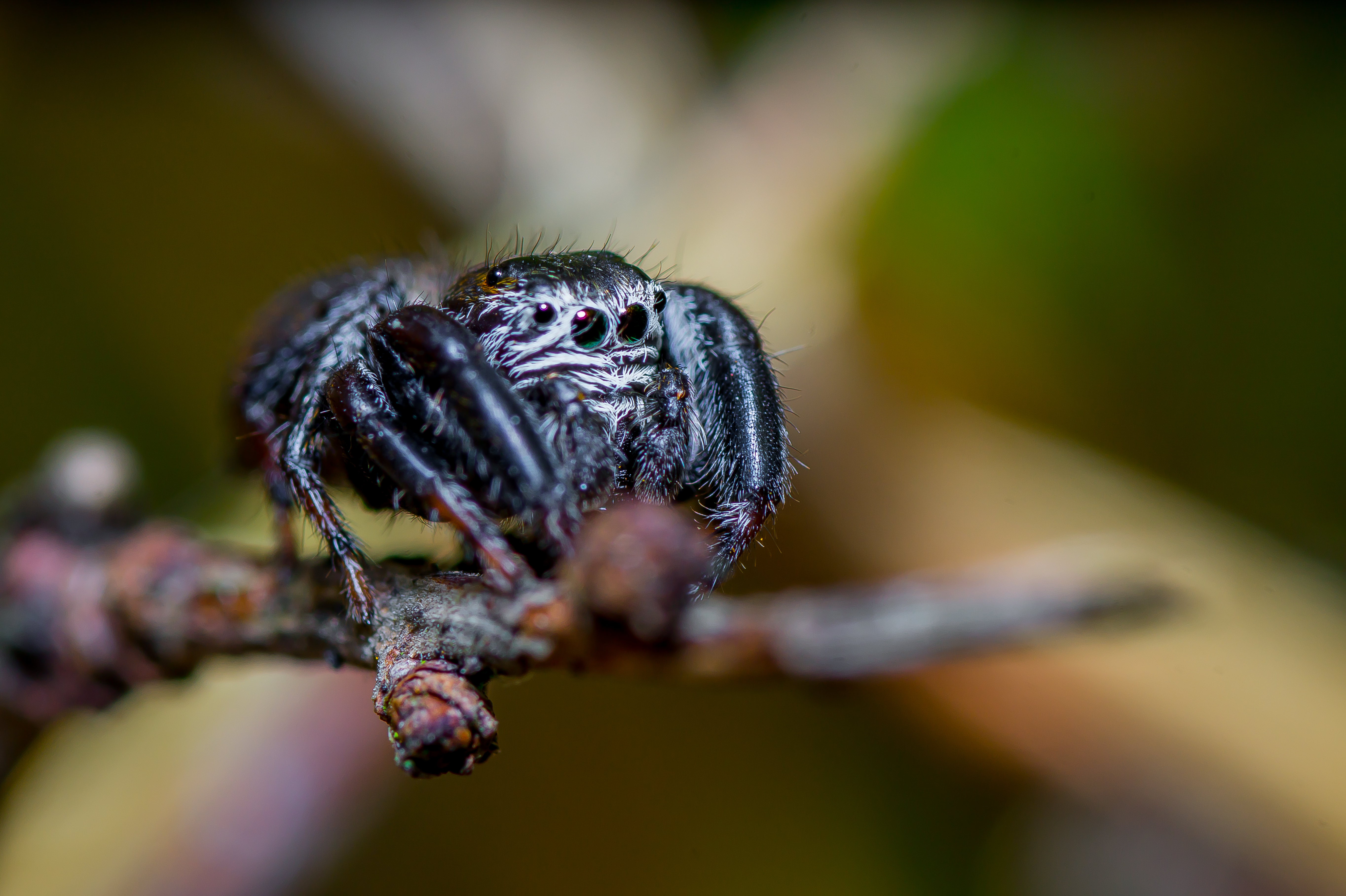
Ein ca. 5 mm kleines männliches Exemplar des Dunklen Sichelspringers aus dem Jahr 2016, aufgenommen in der Wahner Heide (NRW).
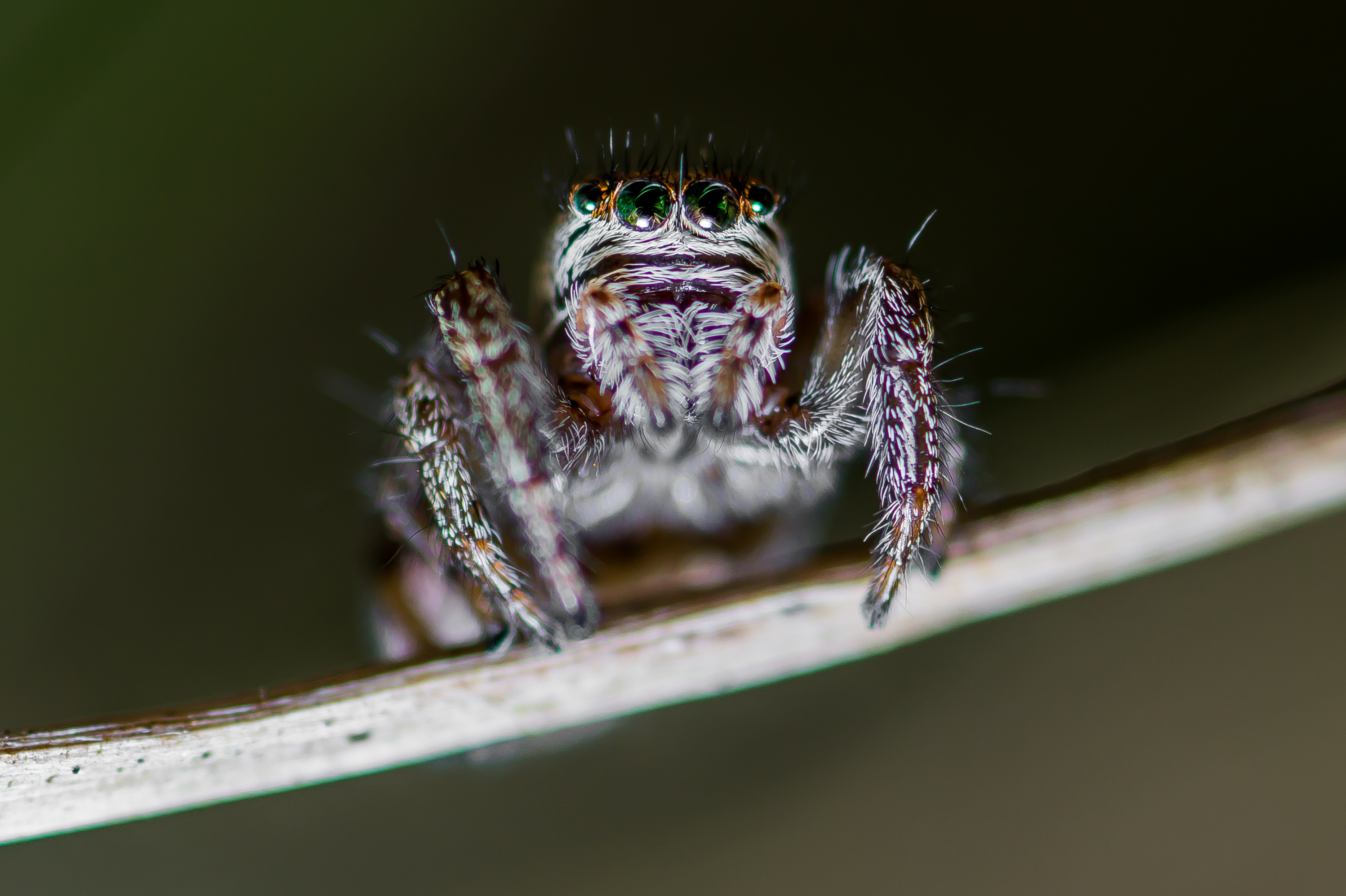
Ein ca. 6 mm kleines weibliches Exemplar des Dunklen Sichelspringers aus dem Jahr 2016, aufgenommen in der Wahner Heide (NRW).